# Шампанья
Шампанья́ (фр. Champagnat) — коммуна во Франции, находится в регионе Лимузен. Департамент коммуны — Крёз. Входит в состав кантона Бельгард-ан-Марш. Округ коммуны — Обюссон.
Код INSEE коммуны — 23048.

## Население
Население коммуны на 2010 год составляло 440 человек.
| 1962 | 1968 | 1975 | 1982 | 1990 | 1999 | 2010 |
| ---- | ---- | ---- | ---- | ---- | ---- | ---- |
| 658  | 604  | 494  | 482  | 438  | 423  | 440  |

## Экономика
В 2010 году среди 259 человек трудоспособного возраста (15—64 лет) 177 были экономически активными, 82 — неактивными (показатель активности — 68,3 %, в 1999 году было 73,9 %). Из 177 активных жителей работали 160 человек (82 мужчины и 78 женщин), безработных было 17 (9 мужчин и 8 женщин). Среди 82 неактивных 11 человек были учениками или студентами, 50 — пенсионерами, 21 были неактивными по другим причинам.